# Championnat de Malte de football 1925-1926
Navigation
Saison précédente Saison suivante
La saison 1925-1926 de First Division Maltaise est la quinzième édition du championnat de première division maltaise.
Lors de cette saison, le Floriana FC a tenté de conserver son titre de champion face aux six meilleurs clubs maltais lors d'une série de matchs se déroulant sur toute l'année.
Les sept clubs participant au championnat ont été confrontés une fois aux six autres.
C'est le Sliema Wanderers FC qui a été sacré champion de Malte pour la quatrième fois.

## Les sept clubs participants
| Club                | Stade            | Capacité | Ville      |
| ------------------- | ---------------- | -------- | ---------- |
| Floriana FC         | -                | -        | Floriana   |
| Msida Rovers        | -                | -        | Msida      |
| Sliema Wanderers FC | Guze Fava Ground | 4 000    | Sliema     |
| Sliema Rangers      | -                | -        | Sliema     |
| St. George's FC     | -                | -        | Bormla     |
| Valletta United     | -                | -        | La Valette |
| Valletta Rovers     | -                | -        | La Valette |

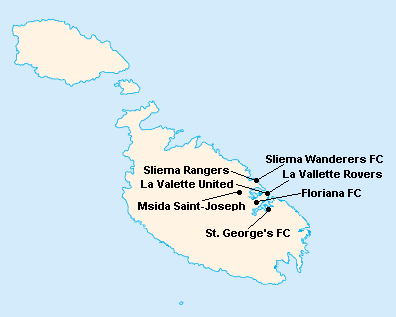
Localisation des clubs engagés dans le championnat.

L'île de Malte étant relativement petite, les clubs évoluent tous au stade National Ta'Qali (17 400 places). Certains cependant ont leur propre enceinte qu'ils peuvent éventuellement utiliser.

## Compétition

### Classement
| Rang | Équipe              | Pts | J | G | N | P | Bp | Bc | Diff |
| ---- | ------------------- | --- | - | - | - | - | -- | -- | ---- |
| 1    | Sliema Wanderers FC | 12  | 6 | 6 | 0 | 0 | 27 | 2  | +25  |
| 2    | Floriana FC (T)     | 9   | 6 | 4 | 1 | 1 | 15 | 7  | +8   |
| 3    | Valletta United     | 6   | 6 | 3 | 0 | 3 | 16 | 8  | +8   |
| 4    | Valletta Rovers     | 5   | 6 | 2 | 1 | 3 | 5  | 23 | -18  |
| 5    | Msida Rovers        | 4   | 6 | 2 | 0 | 4 | 3  | 7  | -4   |
| 6    | St. George's FC (P) | 3   | 6 | 0 | 3 | 3 | 3  | 10 | -7   |
| 7    | Sliema Rangers      | 3   | 6 | 1 | 1 | 4 | 2  | 14 | -12  |

| Légende : Qualifications et relégations | Légende : Qualifications et relégations                  |
| --------------------------------------- | -------------------------------------------------------- |
|                                         | Relégation en Second Division Maltaise                   |
|                                         | (T) : Tenant du titre 1924-1925 (P) : Promu en 1924-1925 |

## Bilan de la saison
| Tableau d'Honneur       |                     |
| Compétition             | Vainqueur           |
| First Division Maltaise | Sliema Wanderers FC |

| Promotions et relégations            |                                             |
| Relégués en Second Division Maltaise | Valletta United Msida Rovers Sliema Rangers |
| Promus de Second Division Maltaise   | Aucun                                       |